# الكونت شانتلين
الكونت شانتلين (بالفرنسية: Le Comte de Chanteleine)‏، (بالإنجليزية: The Count of Chanteleine)‏ قصة قصيرة من تأليف الروائي جول فيرن صدرت عام 1864.